# Тендик (Джалал-Абадская область)
Тендик (кирг. Теңдик) — село в Джалал-Абадской области Кыргызстана. Административно подчинено администрации города Таш-Кумыр.

## География
Село расположено в южной части области, на левом берегу реки Нарын, на расстоянии приблизительно 8 километров (по прямой) к югу от города областного подчинения Таш-Кумыр. Абсолютная высота — 566 метров над уровнем моря.

## Население
Согласно оценочным данным Национального статистического комитета Кыргызской Республики, численность населения села на начало 2023 года составляла 1970 человек.
| год     | 2009 | 2014 | 2015 | 2020 | 2021 | 2023 |
| ------- | ---- | ---- | ---- | ---- | ---- | ---- |
| человек | 2163 | 1810 | 1602 | 1894 | 1920 | 1970 |